# Кузнецов, Артур Иванович
Арту́р Ива́нович Кузнецо́в (12 марта 1945 — 11 мая 2025) — российский дипломат. Чрезвычайный и полномочный посол (1992).

## Биография
Окончил физический факультет Тартуского государственного университета (1968) и Дипломатическую академию МИД России (1993). На дипломатической работе с 1992 года.
В 1968—1990 годах — сотрудник Института физики в Тарту.
В 1990—1991 годах — министр по межнациональным отношениям Эстонской ССР/Эстонской Республики.
С 24 января по 1 сентября 1992 года — чрезвычайный и полномочный посол Российской Федерации в Эстонии.
В 1995—2002 годах — глава Представительства МИД России в Калининграде.
В 2002—2007 годах — начальник консульского отдела Посольства России в Польше.
С 2007 года — проректор Балтийского института экономики и финансов по международному сотрудничеству, профессор РГУ им. И. Канта.
Умер 11 мая 2025 года в возрасте 80 лет.

## Дипломатический ранг
- Чрезвычайный и полномочный посол (24 января 1992)[6].

## Награды
- Медаль «В память 850-летия Москвы»

## Семья
Был женат.